# جبل الطارف
جبل الطارف موقع أثري في المنحدرات على جانب نهر النيل، و يقع في محافظة قنا في مصر (قبل عام 2013 كان في محافظة البحر الأحمر) على بعد 5 كم من نجع حمادي شمالاً، ونفس المسافة تقريبا غرب قرية حمرة دوم.
و هو المكان الذي عثر فيه على مخطوطات نجع حمادي من قبل مزارع يدعى محمد السمّان.
و هو أيضا موقع لكهوف التي تحتوي على مقابر مصرية قديمة.

## روابط خارجبة
- Claremont University Consortium ccdl.libraries ( CISOROOT ) photograph [Retrieved 2011-10-27] (shows a photographic still (montone) taken from height, of the area of the place)
- flashearth.com interactive global mapping site (NASA satellite imaging ) [Retrieved 2011-10-27] (online map (colour)